# Championnat du Soudan de football 2017
Navigation
Saison précédente Saison suivante
La saison 2017 du Championnat du Soudan de football est la cinquante-troisième édition de la première division au Soudan, la Sudan Premier League. Elle regroupe, sous forme d'une poule unique, les quinze meilleures équipes du pays qui se rencontrent deux fois, à domicile et à l'extérieur. En fin de saison, les trois derniers du classement sont relégués tandis que les 15e doit passer par un barrage de promotion-relégation. 
Une nouvelle fois, ce sont les deux clubs d'Omdourman qui dominent la compétition. Al Hilal Omdurman, tenant du titre, remporte à nouveau la compétition après avoir terminé en tête du classement final, avec un seul point d'avance sur Al Merreikh Omdurman. Al Hilal Obayid se classe troisième à vingt-et-un points d'Al Hilal. C'est le vingt sixième titre de champion du Soudan de l'histoire du club.

## Qualifications continentales
Les deux premiers du classement se qualifient pour la prochaine édition de la Ligue des champions de la CAF. Les 3e et le 4e disputeront la Coupe de la confédération 2018.

## Les clubs participants
- Al Hilal Omdurman
- Al Merreikh Kosti
- Hay Al Arab Port-Soudan - Promu de D2
- Al Rabta Kosti
- Al Amal Atbara
- Al Hilal Obayed
- Al Ahli Khartoum
- Al Ahly Wad Madani
- Hay Al-Wadi - Promu de D2
- Al Merreikh Omdurman
- Al Hilal Kaduqli
- Al Merreikh Al Fasher
- Al Khartoum SC
- Al Ahly Shendi
- Al-Ahli Atbara
- Al-Shorta Al-Qadarif - Promu de D2
- Al-Merreikh Nyala
- Triea Al-Biga - Promu de D2

## Compétition
Le barème de points servant à établir les classements se décompose ainsi :
- Victoire : 3 points
- Match nul : 1 point
- Défaite : 0 point

### Classement
| Rang | Équipe                   | Pts | J  | G  | N  | P  | Bp | Bc | Diff |
| ---- | ------------------------ | --- | -- | -- | -- | -- | -- | -- | ---- |
| 1    | Al Hilal OmdurmanT       | 80  | 34 | 23 | 11 | 0  | 67 | 22 | +45  |
| 2    | Al Merreikh Omdurman     | 79  | 34 | 24 | 7  | 3  | 66 | 21 | +45  |
| 3    | Al Hilal Obayid          | 59  | 34 | 16 | 11 | 7  | 56 | 34 | +22  |
| 4    | Al Ahly ShendiC          | 57  | 34 | 16 | 9  | 9  | 47 | 34 | +13  |
| 5    | Al Khartoum SC           | 56  | 34 | 15 | 11 | 8  | 59 | 31 | +28  |
| 6    | Al Hilal Kaduqli         | 51  | 34 | 13 | 11 | 9  | 41 | 33 | +8   |
| 7    | Al Ahli Khartoum         | 51  | 34 | 15 | 6  | 13 | 45 | 43 | +2   |
| 8    | Al-Shorta Al-QadarifP    | 50  | 34 | 13 | 11 | 10 | 46 | 42 | +4   |
| 9    | Hay Al-WadiP             | 44  | 34 | 11 | 11 | 12 | 27 | 39 | -12  |
| 10   | Al-Ahli Atbara           | 41  | 34 | 11 | 8  | 15 | 31 | 41 | -10  |
| 11   | Hay Al Arab Port-SoudanP | 40  | 34 | 10 | 10 | 14 | 25 | 30 | -5   |
| 12   | Al Merreikh Kosti        | 35  | 34 | 7  | 14 | 13 | 28 | 43 | -15  |
| 13   | Al Amal Atbara           | 34  | 34 | 7  | 13 | 14 | 32 | 43 | -11  |
| 14   | Al-Merreikh Nyala        | 34  | 34 | 7  | 13 | 14 | 29 | 42 | -13  |
| 15   | Al Merreikh Al Fasher    | 31  | 34 | 7  | 10 | 17 | 27 | 45 | -18  |
| 16   | Al Rabta Kosti           | 29  | 34 | 5  | 14 | 15 | 23 | 44 | -21  |
| 17   | Triea Al-BigaP           | 29  | 34 | 8  | 5  | 21 | 19 | 50 | -31  |
| 18   | Al Ahly Wad Madani       | 25  | 34 | 5  | 10 | 19 | 24 | 55 | -31  |

|  | Qualification pour la Ligue des champions de la CAF 2018                |
|  | Qualification pour la Coupe de la confédération 2018                    |
|  | Participation au barrage de promotion-relégation                        |
|  | Relégation directe en deuxième division                                 |
|  | T : Tenant du titre C : Vainqueur de la Coupe du Soudan P : Promu de D2 |

### Matchs

#### Barrage de promotion-relégation
| Équipe 1         | Résultat | Équipe 2              | Aller | Retour |
| ---------------- | -------- | --------------------- | ----- | ------ |
| Nidal Nahud (D2) | 1 - 2    | Al Merreikh Al Fasher | 1 - 1 | 0 - 1  |

- Les deux formations se maintiennent dans leur championnat respectif.

## Bilan de la saison
| Championnat du Soudan de football 2017                             |                               |
| Champion                                                           | Al Hilal Omdurman (26e titre) |
| Coupes et trophées                                                 |                               |
| Vainqueur de la Coupe du Soudan 2017                               | Al Ahly Shendi                |
| Qualifications continentales                                       |                               |
| Ligue des champions de la CAF 2018                                 | Al Hilal Omdurman             |
| Ligue des champions de la CAF 2018                                 | Al Merreikh Omdurman          |
| Coupe de la confédération 2018                                     | Al Ahly Shendi                |
| Coupe de la confédération 2018                                     | Al Hilal Obayid               |
| Promotions et relégations                                          |                               |
| Promus en Premier League                                           | Al Ahli Merowe                |
| Promus en Premier League                                           | Kober Khartoum-Bahri          |
| Promus en Premier League                                           | Wad Hashim Sannar             |
| Relégués en Championnat du Soudan de football de deuxième division | Al Rabta Kosti                |
| Relégués en Championnat du Soudan de football de deuxième division | Triea Al-Biga                 |
| Relégués en Championnat du Soudan de football de deuxième division | Al Ahly Wad Madani            |